# Bassetklarinet

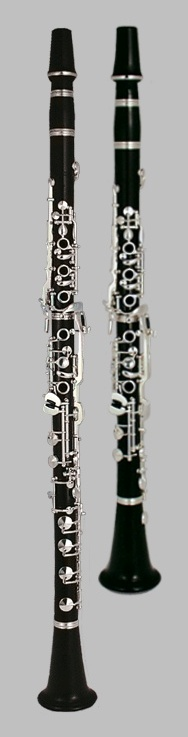
Moderne bassetklarinet en normale klarinet

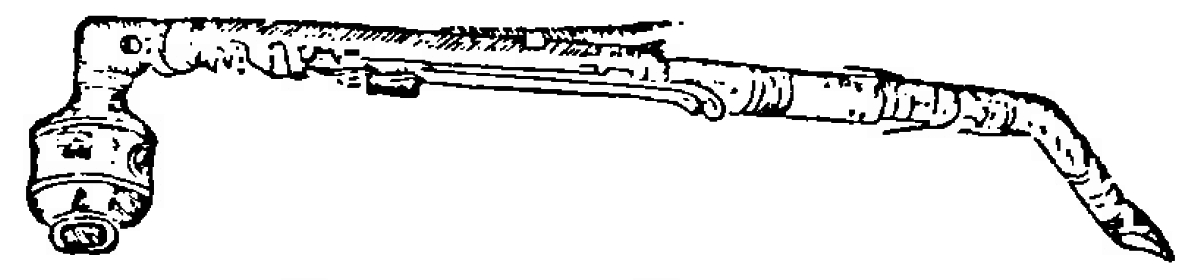
Schets van de bassetklarinet van Anton Stadler 1794

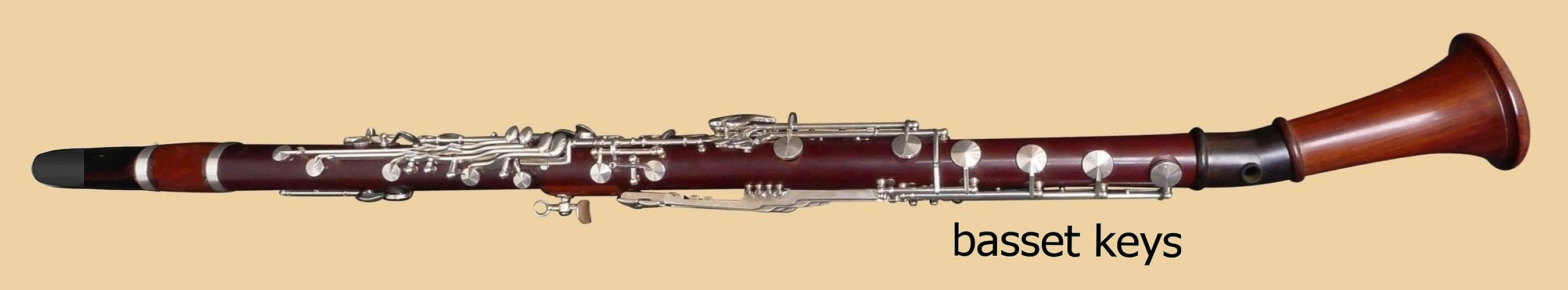
Moderne bassetklarinet met bel naar boven gericht

De bassetklarinet is de tenor-uitvoering van een klarinet.
De bassetklarinet was in de tijd van Mozart populair. Zijn klarinetconcert KV622 is oorspronkelijk voor dit instrument geschreven. Hiervan zijn naar verluidt geen historische exemplaren over, maar het instrument wordt nog wel gebouwd. De bassetklarinet staat in A, maar heeft een aantal toegevoegde kleppen, waardoor de ambitus in de laagte is uitgebreid. Tegenwoordige uitvoeringen van het klarinetconcert van Mozart worden bijna altijd gespeeld op de A-klarinet, hier en daar wordt een aantal noten dan geoctaveerd.
Van de bassetklarinet, die vier halve tonen lager kan spelen dan de standaard klarinet, bestaat ook nog een Bes-variant. De Duitse jazzmusicus Theo Jörgensmann speelt een Bes-bassetklarinet.
Verwar dit instrument niet met de bassethoorn, een in F gestemde altklarinet. Dat is een ander instrument.